# Данилюк Олександр Мирославович
Олекса́ндр Миросла́вович Данилю́к (нар. 28 грудня 1988, Великий Бичків, Закарпатська область) — український лікар, хірург, старший ординатор операційно-перев'язувального відділення медичної роти 128-ї гірсько-піхотної Закарпатської бригади, учасник російсько-Української війни, активний учасник Революції Гідності. Лицар ордена «Народний Герой України». Автор книги про бої за Дебальцеве, яка описує події дев'яти діб під час оточення (з 9 лютого по 18 лютого 2015).

## Життєпис

### Дитинство та освіта
Олександр Данилюк народився 1988 року у Великому Бичкові. Середню освіту здобував у Великобичківській ЗОШ № 3. Закінчив медичний факультет Ужгородського національного університету. Працював хірургом в Ужгородській міській лікарні. За сумісництвом також викладав на медичному факультеті Ужгородського національного медичного університету.

### Участь у Революції Гідності
З 1 грудня брав участь у Революції Гідності, з 9 грудня долучився до медичної служби Майдану. Брав участь у порятунку поранених у найгарячіші дні 19 — 20 лютого 2014 року.

### Участь у війні на сході України
У березні 2014 року, одразу після Євромайдану, пішов у військкомат і записався добровольцем. Служив хірургом у 128-й гірсько-піхотній Закарпатській бригаді. У зоні АТО з 1 вересня 2014 року. Під час проходження служби працював у Щасті, Станиці Луганській. Учасник боїв за Дебальцеве, під час яких Олександр Данилюк залишився єдиним хірургом у своєму підрозділі. Проводив операції у бліндажі, має унікальний досвід окопної хірургії з вкрай обмеженими ресурсами. Лише за 9 днів оточення він провів 95 зареєстрованих оперативних втручань.
Після демобілізації під час своєї відпустки поїхав у зону АТО і три тижні рятував поранених українських військовиків та допомагав місцевим жителям.

### 2016— по теперішній час
Із 2016 року Олександр Данилюк працює у Міністерстві охорони здоров'я України, в Управлінні екстреної медичної допомоги та медицини катастроф, відділі, що відповідає за медицину АТО та координацію зі Збройними силами України.
Під час загострення військових дій на Сході України у кінці січня — початку лютого 2017 року для безпосередньої координації співпраці з Міністерством оборони України, Державною службою надзвичайних ситуацій, волонтерськими організаціям, представництва МОЗ України у оперативному штабі військово-цивільної адміністрації Олександра Данилюка було відряджено в Авдіївку.

## Нагороди
- Орден «Народний Герой України» (2016)[5][15].
- Медаль «За жертовність і любов до України» УПЦ КП (05.2015) — за добровільне повернення до розташування свого оточеного в Дебальцевому підрозділу з Бахмуту (тоді Артемівська) після доставки важко пораненого в лютому 2015 року та виконання на найвищому рівні свого військового та професіонального обов'язку в умовах оточення.